# Coenonympha bavarica
Coenonympha bavarica är en fjärilsart som beskrevs av Ludwig Osthelder 1925. Coenonympha bavarica ingår i släktet Coenonympha och familjen praktfjärilar. Inga underarter finns listade i Catalogue of Life.